# François Duval (Martinica)
François Duval (Le Vauclin, 1903 - 1984) fou un polític francès. Treballà com a capatàs a la fàbrica Simon de Le François. Després de la Segona Guerra Mundial fou un destacat membre de la Secció Francesa de la Internacional Obrera (SFIO) a Martinica, amb la que fou escollit conseller general del cantó de Saint-Esprit (1945-1949), conseller general del cantó de Le François-1 (1949-1951 i 1958-1976), conseller general del cantó de Case-Pilote-Bellefontaine (1951-1958), alcalde de Le François (1956-1971) i president del Consell General de Martinica (1948-1953 i 1964-1970).
El 1968 abandonà la SFIO i ingressà en la Unió per la Defensa de la República (des de 1976 Reagrupament per la República), amb la que fou escollit senador per Martinica de 1968 a 1977.